# Admiral Kuznetsov
Admiral Kuznetsov (russisk: Адмирал флота Советского Союза Кузнецов, tr. Admiral flota Sovetskogo Sojuza Kuznetsov) er et hangarskib i Kuznetsov-klassen fra Rusland, som oprindeligt blev bygget til Sovjetunionens flåde. Skibet er flagskib for den russiske flåde og er blandt de største hangarskibe i Europa efter Queen Elizabeth-klassen.
Skibet er opkaldt efter den sovjetiske flådeadmiral Nikolaj Gerasimovitj Kuznetsov.